# 適應 (視覺)
在視覺生理學中，適應（英語：adaptation）是指眼睛的視網膜能夠調整至不同光線強度的能力。自然的夜視，或稱暗視覺，是指在低光環境下的視覺能力。對人類而言，視桿細胞專門負責夜視，因為視錐細胞只能在較高光照下運作。夜視的品質較日間視覺低，因為解析度有限且無法分辨顏色，只能看到灰階。人類從日間視覺轉換到夜視時，必須經歷長達兩小時的暗適應（英語：dark adaptation）期，每隻眼睛都會從高亮度調整到低亮度「設定」，敏感度大幅提升，達數個數量級。這個適應期在視桿細胞與視錐細胞之間有所不同，主要是因為視覺色素再生以提升視網膜敏感度。相較之下，光適應（英語：light adaptation）則非常迅速，只需數秒即可完成。

## 效率
人眼能在極暗到極亮的光線下運作，其感光能力橫跨九個數量級。這表示人眼可感知的最亮與最暗光信號相差約十億倍。然而，在任一時刻，眼睛只能感知約1,000倍的對比度。能夠達到更廣泛感光範圍的原因在於眼睛會調整「黑色」的定義。眼睛從明亮的陽光完全適應到黑暗約需20至30分鐘，敏感度會提升至白天的10,000至1,000,000倍。在此過程中，眼睛對顏色的感知也會改變（稱為薄暮現象）。但從黑暗適應到明亮陽光僅需約五分鐘。這是因為視錐細胞在進入黑暗的前五分鐘會獲得更高敏感度，但五分鐘後視桿細胞則開始主導。視錐細胞在黑暗中可於9至10分鐘恢復最大視網膜敏感度，而視桿細胞則需30至45分鐘。暗適應在年輕人身上比在老年人身上更快且更顯著。

### 視錐細胞與視桿細胞

三種人類視蛋白和人類視紫紅質（虛線）的標準化吸收光譜。

人眼包含三種類型的感光細胞：視桿細胞、視錐細胞，以及內在光敏視網膜神經節細胞（ipRGC）。視桿細胞和視錐細胞負責視覺，並與視覺皮層相連；ipRGC則主要與生理時鐘功能及大腦其他區域相連，但不與視覺皮層相連。視桿細胞和視錐細胞可依其結構輕易區分。視錐細胞呈錐形，並含有錐狀視蛋白作為其視覺色素。視錐細胞分為三種類型，每種細胞根據其視蛋白結構，對特定波長的光具有最大敏感度。各種視錐細胞分別對短波長（藍光）、中波長（綠光）或長波長（紅光）具有最大敏感度。視桿細胞僅含有一種視覺色素——視紫紅質，其最大敏感度波長約為500奈米，對應藍綠光。
視網膜表面感光細胞的分布對視覺有重要影響。錐狀光感受器集中於視網膜中央的凹陷區（稱為中央凹）並向周邊逐漸減少。相反地，桿狀光感受器在大部分視網膜區域密度很高，但在中央凹急劇下降。儘管視錐細胞數量遠少於視桿細胞（約450萬比9100萬），但在高光照環境下的感知主要由視錐細胞主導。

## 環境光反應

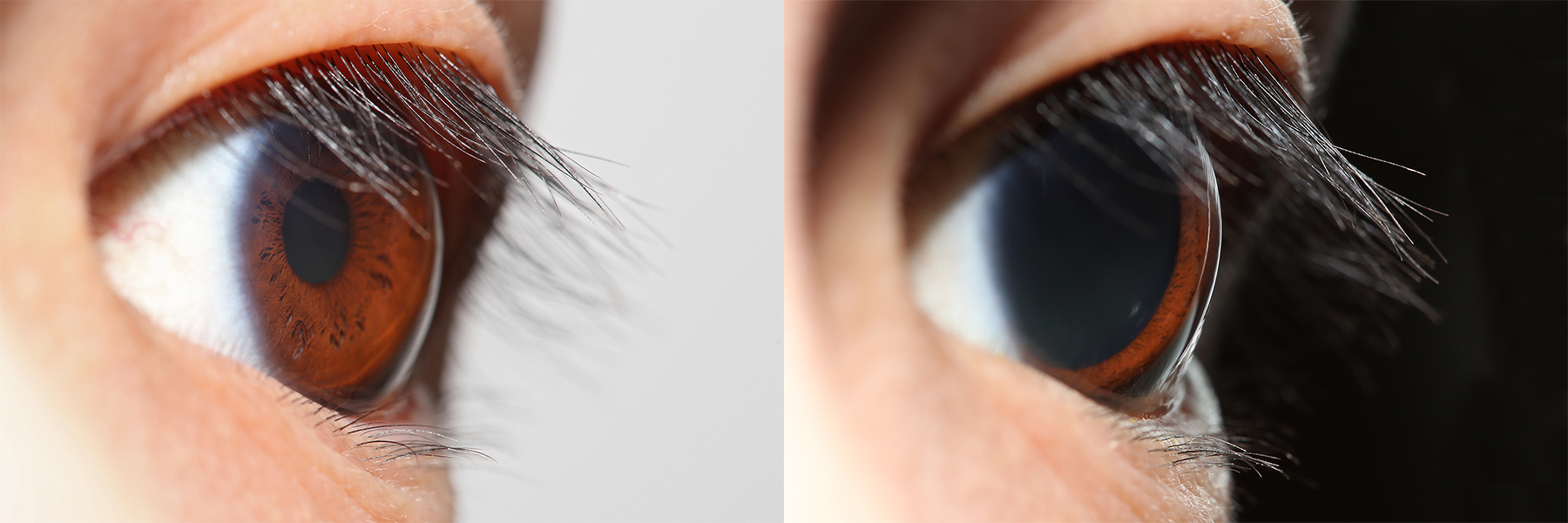
瞳孔光反射是一種快速但輕微的適應機制

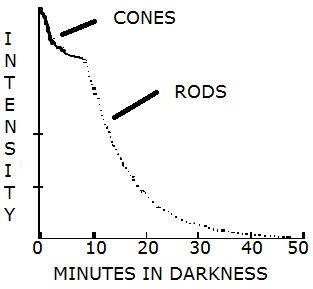
對黑暗的視覺反應。視錐細胞在高光照下運作（白天或夜間駕駛時的頭燈聚光燈下）。視桿細胞在黃昏和夜間接管。y軸為對數刻度。

瞳孔光感反射是一種次要的適應機制，能夠迅速調節進入視網膜的光量，約可調整十倍。由於其僅佔整體光適應的一小部分，故此處不再詳述。面對不同的環境光線強度，眼睛中的視桿細胞與視錐細胞會單獨或協同運作，以調整視覺系統。視桿細胞與視錐細胞敏感度的變化，是暗適應的主要貢獻者。在某一特定亮度（約0.03 cd/m2）以上，視錐細胞機制參與視覺調節，稱為明視覺；低於此亮度時，視桿細胞機制開始主導，提供暗視覺。兩種機制共同作用的範圍稱為薄暮範圍，因為兩者之間並非突然轉換。這種適應現象構成了「雙重理論」（英語：Duplicity Theory）的基礎。

## 夜視

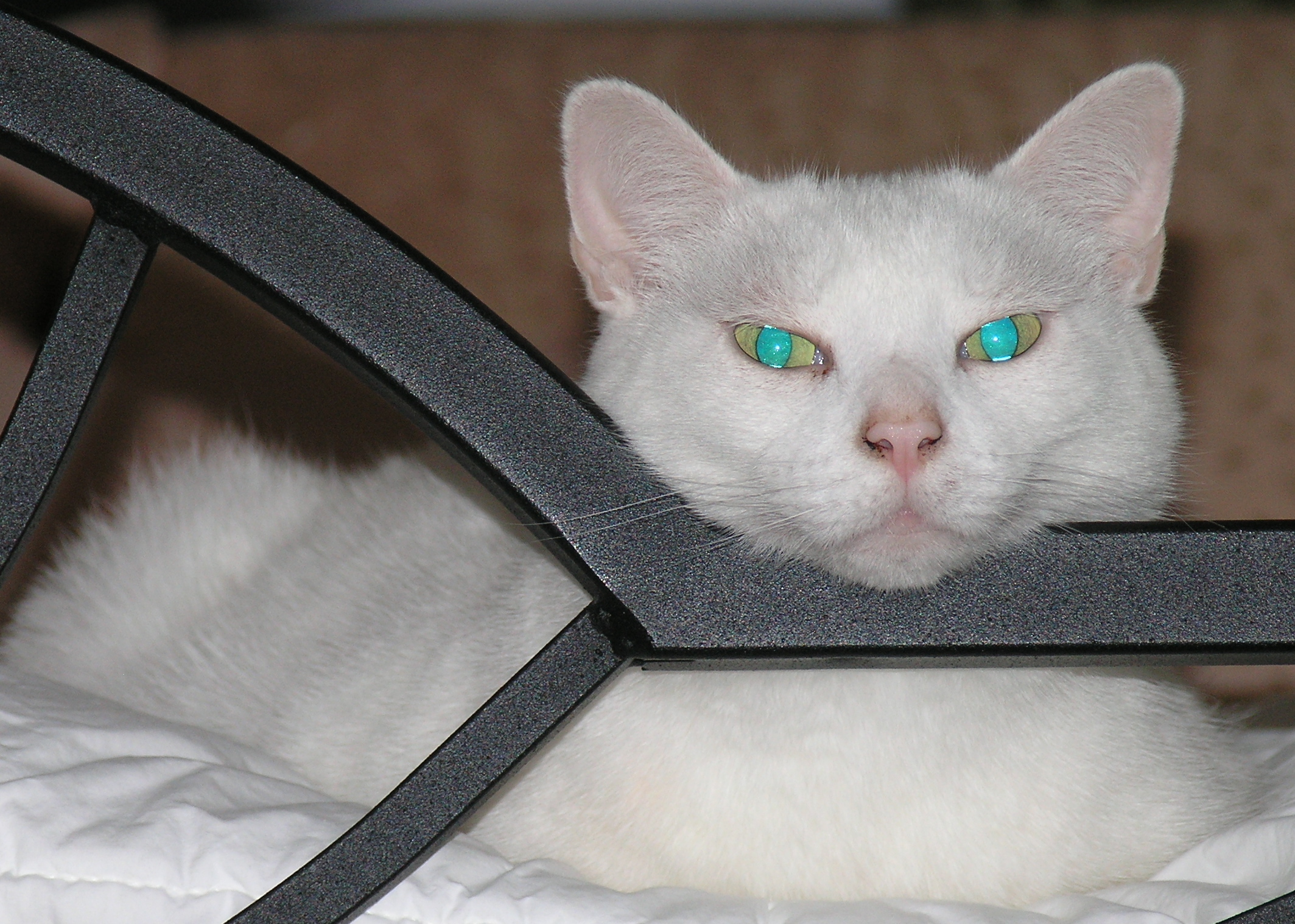
相機閃光燈在脈絡膜層上的反射

許多動物如貓具有高解析度的夜視能力，能在低光照環境下辨識高頻率的物體。脈絡膜層是一種反射結構，能將光線反射回視網膜，使感光細胞暴露於更多光線，從而提升夜視能力。大多數擁有脈絡膜層的動物都是夜行性，這可能是因為光線反射回視網膜時，初始影像會變得模糊。人類及其靈長類親緣並不具備脈絡膜層，因此天生傾向於成為日行性物種。
儘管人類日間視覺的解析度遠高於夜間視覺，但人類夜視仍具有許多優勢。與許多掠食性動物一樣，人類可以利用夜視在不被察覺的情況下獵捕和伏擊其他動物。此外，若夜間發生緊急狀況，能夠感知周遭環境並迅速逃生將大幅提升生存機會。這些好處可解釋人類為何自夜行性祖先以來並未完全喪失在黑暗中視物的能力。

## 暗適應

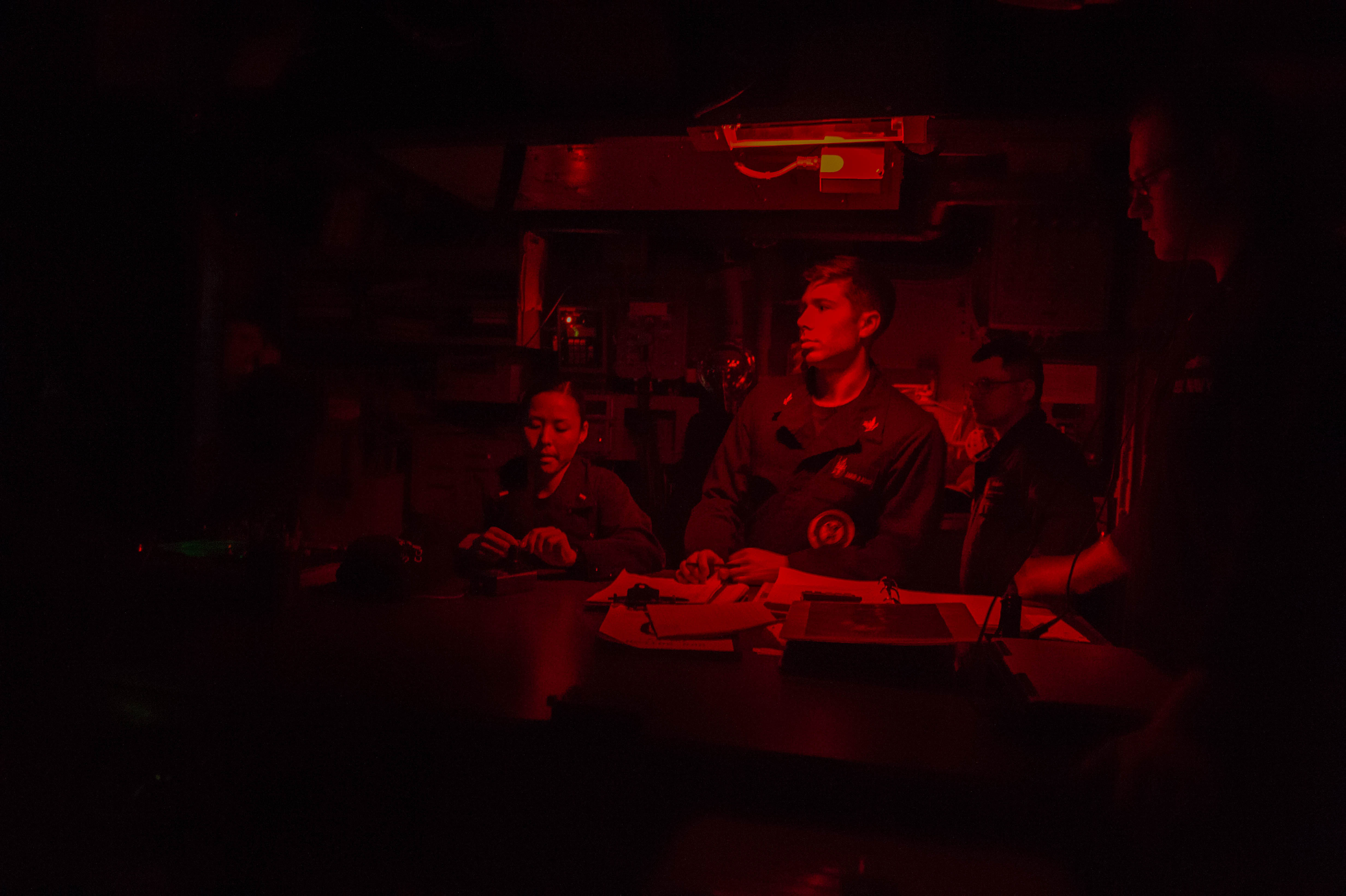
夜間船橋使用極紅光以幫助船員眼睛暗適應

視紫紅質是一種存在於視網膜光感受器的生物色素，會在光照下立即光漂白。視覺光轉導始於色素的發色團由11-順式異構化為全-反式視黃醛。隨後，該色素分解為游離視蛋白與全-反式視黃醛。視桿細胞與視錐細胞的暗適應都需要將視覺色素由視蛋白和11-順式視黃醛再生。因此，暗適應與色素再生所需的時間主要取決於局部11-順式視黃醛的濃度，以及其運送至漂白視桿細胞視蛋白的速率。鈣離子通道關閉後鈣離子流入減少，導致活化的視紫紅質磷酸化並加速順式-視黃醛轉為反式-視黃醛的失活。活化視紫紅質的磷酸化由恢复蛋白介導。色素的再生在暗適應期間發生，但速率明顯不同。視桿細胞對光更敏感，因此完全適應光線變化所需時間較長。視桿細胞的色素再生較慢，最大敏感度約需兩小時才能達到。視錐細胞則約需9至10分鐘完成暗適應。對光敏感度會受細胞內鈣離子與環磷酸鳥苷變化調節。
在黑暗中，視桿細胞路徑的敏感度會在5至10分鐘內顯著提升。色彩測試可用來判斷視桿細胞機制何時開始主導；當視桿細胞機制接管時，彩色光點會變成無色，因為只有視錐細胞路徑能編碼顏色。
有三個因素會影響視桿細胞機制主導的速度：
- 預適應光的強度與持續時間：提高預適應光的亮度，會延長視錐細胞機制主導的時間，並延遲視桿細胞機制的切換，絕對閾值也需要更久才能達到。降低預適應光亮度則相反[19]。
- 視網膜上的位置與範圍：測試點的位置會影響暗適應曲線，因為視網膜上視桿細胞與視錐細胞的分布不同[20]。
- 閾值光的波長：刺激光的波長也會影響暗適應曲線。長波長（如極紅光）會使視桿細胞與視錐細胞的分界不明顯，因為兩者對長波長光的敏感度相近。相反地，短波長時桿/錐分界更明顯，因為視桿細胞在暗適應後對短波長光的敏感度遠高於視錐細胞[21]。

### 細胞內訊號傳導
在暗視覺條件下，感光細胞內的環磷酸鳥苷（cGMP）濃度較高。cGMP會結合並開啟cGMP門控鈉離子通道，使鈉離子與鈣離子流入。鈉離子流入促使細胞去極化，而鈣離子流入則提升受體附近的局部鈣離子濃度。鈣離子會結合一種調節蛋白，推測為GUCA1B，移除該蛋白對鳥苷酸環化酶的刺激作用。這會降低鳥苷酸環化酶產生cGMP的速率，使長時間黑暗下cGMP濃度下降。鈣離子濃度升高也會促進磷酸二酯酶活性，加速cGMP水解，使其濃度進一步降低。這會減少cGMP門控鈉離子通道的開啟，讓細胞超極化，再度對微小亮度變化產生敏感。若無暗適應，光感受器在暗視覺下會持續去極化，無法對亮度微變做出反應。

### 抑制作用
神經元的抑制也會影響突觸的活化。結合感光細胞色素的漂白，信號在視網膜神經節細胞上的整合會被抑制，降低了匯聚現象。α適應（即快速敏感度波動）由神經控制驅動。由於擴散型神經節細胞，以及水平細胞和無長突細胞的作用，信號得以整合產生累積效應。因此，刺激區域的大小與光強度成反比，強烈刺激下100個視桿細胞的效果等同於微弱刺激下的1,000個視桿細胞。在足夠明亮的光線下，匯聚度較低；但在暗適應期間，視桿細胞信號的匯聚度會提升。這並非結構性改變，而可能是抑制機制在明亮光線下關閉，阻止訊息匯聚；而在黑暗中則解除抑制，促進訊息匯聚。如果只有一隻眼睛睜開，閉上的眼睛在重新睜開時必須單獨適應，以匹配已經適應的眼睛。

### 暗適應測量
眼科醫師有時會使用稱為暗適應計的儀器來測量患者的暗適應能力。市面上有多種商用暗適應計，如AdaptDx、MetroVision MonCvONE、Roland Consult DARK-Adaptometer。除了這些自由觀看裝置外，也有引入了眼底追蹤流程的改裝微視野計，可用於測試視線不穩定的患者。

#### 利用暗適應測量診斷疾病
大量臨床研究顯示，暗適應功能在老年性黃斑部病變（AMD）、視網膜色素變性（RP）及其他視網膜疾病的最早期即明顯受損，且隨疾病進展損害程度加劇。AMD是一種慢性、漸進性疾病，會導致視網膜的一部分（稱為黃斑部）隨時間逐漸退化。它是50歲以上族群視力喪失的主要原因。其特徵為視網膜RPE/Bruch氏膜複合體的崩解，導致膽固醇沉積於黃斑部。最終，這些沉積物形成臨床可見的玻璃膜疣（drusen），影響感光細胞健康，引發發炎並增加脈絡膜新生血管（CNV）風險。隨著AMD病程進展，RPE/Bruch氏膜功能持續惡化，阻礙營養與氧氣運送至視桿細胞與視錐細胞。此過程的副作用是感光細胞暗適應受損，因為它們需要這些營養以補充視覺色素並清除視蛋白，才能在光照後恢復暗視覺敏感度。
測量患者的暗適應功能本質上是對其Bruch氏膜健康狀態的生物檢測。因此，研究顯示，透過暗適應測量，醫師能夠在臨床上出現徵兆前至少三年偵測到亞臨床AMD。

## 暗適應的加速

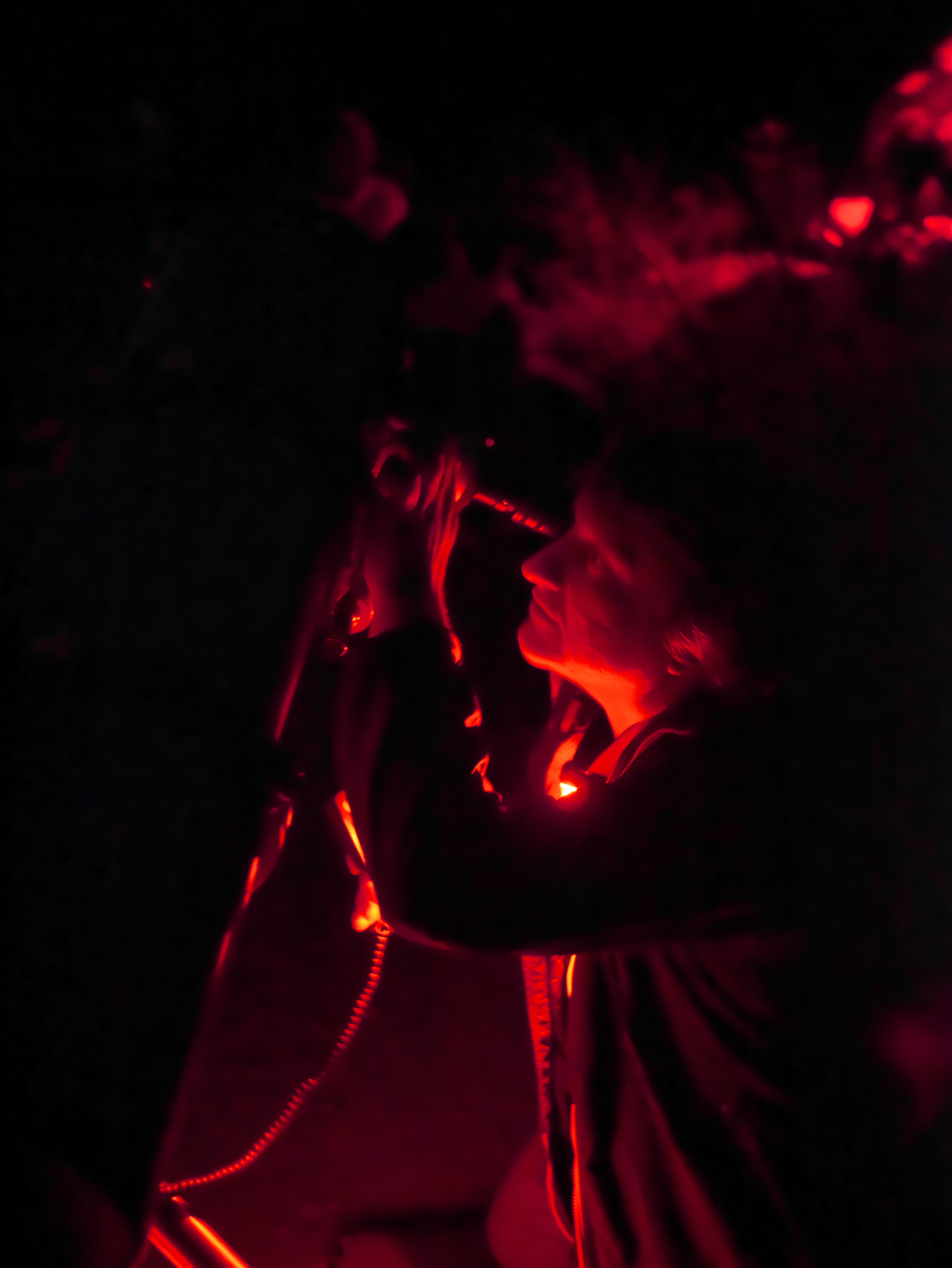
天文學家保護夜間視力

有多種方法被認為或已證實能加快視覺在黑暗中的適應速度。

### 紅光與紅色鏡片
由於視桿細胞在500奈米波長處具有峰值敏感度，因此無法感知整個可見光譜的所有顏色。視桿細胞對長波長光（如紅光）不敏感，因此使用紅光照明與紅色鏡片眼鏡已成為加速暗適應的常見方法。為了顯著加快暗適應，理想做法是在進入低光環境前30分鐘開始此方法。此舉可讓個體在維持明視（白天）視覺的同時，預先準備好暗視覺。由於視桿細胞對紅光不敏感，能避免進一步漂白，並讓視紫紅質光色素恢復至活性構型。當個體進入黑暗環境時，大部分視桿細胞已經適應黑暗，能夠在無需額外適應期的情況下將視覺訊號傳送至大腦。
紅色鏡片加速暗適應的概念，源自安托萬·貝克雷在放射學領域的早期實驗。1916年，科學家威廉·特倫德倫堡發明了第一副供放射科醫師於螢光透視檢查時使用的紅色適應護目鏡，以幫助其眼睛適應螢幕觀察。

#### 演化背景
雖然人類視覺系統的許多細節仍不明確，但桿狀與錐狀感光色素的演化理論已獲多數科學家認同。一般認為最早的視覺色素來自錐狀感光細胞，桿狀視蛋白則在之後演化而來。約2億7500萬年前，哺乳動物自爬行類祖先演化而來，期間經歷了一段夜行性階段，導致複雜的色覺能力喪失。由於這些原始哺乳動物為夜行性，因此在低光環境下提升了敏感度，並將光視系統由四色視（四色覺）簡化為二色視。轉為夜行性生活型態後，需更多桿狀感光細胞以吸收夜間月光所發出的藍光。可以推測，即使人類由夜行性再度轉為日行性，現代人眼中桿狀細胞與錐狀細胞的高比例仍被保留了下來。
一般認為，靈長類動物的三色視覺約在5500萬年前出現，當時地球表面溫度開始上升。靈長類動物屬於日行性而非夜行性，因此需要更精確的明視覺系統。為了涵蓋整個可見光譜，第三種錐狀光感受器色素成為必要，使靈長類能更有效分辨水果並挑選出營養價值最高者。

#### 應用
飛行員常在夜間起飛前佩戴紅色鏡片眼鏡或護目鏡，以確保能在機外看清楚。此外，飛行期間駕駛艙會以微弱紅光照明，讓飛行員能閱讀儀表與地圖，同時維持暗視覺以觀察外部環境。
潛艇常會「切換為紅光」，表示船隻即將在夜間浮出水面或升至潛望鏡深度。此時，部分艙室會改用紅光照明，讓瞭望員與軍官的眼睛在看向船外前能先適應黑暗。此外，潛艇艙室也可能以紅光照明，以模擬夜間環境供船員適應。

### 維生素A

11-cis-Retinal2

維生素A對人眼的正常運作至關重要。人類視桿細胞中的視覺色素，稱為視紫紅質，由維生素A的一種形式（視黃醛）與視蛋白結合而成。吸收光線後，視紫紅質會經漂白分解為視黃醛與視蛋白。視黃醛有兩種可能的命運：一是與視蛋白重新結合形成視紫紅質，二是轉化為游離視黃醇。美國科學家喬治·瓦爾德（George Wald）最早發現視覺系統會消耗維生素A，且必須依賴飲食補充。
維生素A在人體中除了維持健康視力外，還有許多重要功能。它對維持健康免疫系統以及促進正常生長發育至關重要。成年男性與女性每日應分別攝取900微克與700微克的維生素A。若攝取量超過每日3000微克，則可能導致急性或慢性維生素A中毒。

#### 維生素A的來源
維生素A在動物性和植物性來源中分別以類視黃醇和類胡蘿蔔素的形式存在。類視黃醇可在吸收進入心血管系統後立即被人體利用；然而，植物性類胡蘿蔔素必須先轉化為視黃醇才能被人體利用。動物性維生素A含量最高的食物包括肝臟、乳製品和魚類。富含類胡蘿蔔素的蔬果則多為深綠色、黃色、橙色和紅色。

#### 演化背景
以維生素A為基礎的視蛋白自約三十億年前就被各類生物用於感光，此特性自單細胞生物延續至多細胞生物，包括人類。維生素A之所以被演化選用為感光分子，主要是因為視黃醛能使感光蛋白的吸收波長偏移至可見光範圍，而這一吸收波段正好與地球表面太陽光的峰值輻射相符。視黃醛成為人類視覺不可或缺的另一原因，是其在受光照時會產生顯著的構型改變，這種改變有助於感光蛋白區分靜止與活化狀態，進而更有效地調控視覺光轉導。

#### 實驗證據
多項研究已測試維生素A補充對暗適應的效果。一項由西德西亞等人進行的研究，測量了全身性維生素A缺乏（VAD）患者在補充維生素A前後的暗適應時間。暗適應功能分別於補充前、治療後1天及治療後75天進行測量。觀察結果顯示，僅僅一天的維生素A補充後，光受體漂白後的暗適應恢復動力學顯著加快。治療75天後，暗適應進一步加速。
隨後，肯普等人進行了一項研究，探討原發性膽汁性肝硬化和克隆氏症患者的暗適應，這兩類患者皆有維生素A缺乏。在口服補充維生素A後8天內，兩位患者的視覺功能皆恢復正常。此外，補充後兩位受試者的適應動力學也顯著改善。
後續針對Sorsby眼底營養不良（英語：Sorsby Macular Dystrophy，SFD）的獨立研究亦證實了維生素A對暗適應的影響。同樣地，維生素A也被證實能加速（但程度較低）老年性黃斑部病變患者的暗適應。

### 花青素
花青素是已知4000種類黃酮植物化學物中最主要的一類。這一類約600種具有生物活性的抗氧化劑，是所有植物化合物中生理效應最強的。這些化學物質也是類黃酮植物化學物中最顯眼的，因為它們為許多植物提供鮮明的藍色、紅色或紫色色素。花青素還能保護光合作用組織免受陽光直射。此外，花青素具有抗氧化、抗發炎及血管保護等特性，因此能展現多種健康效益。在人類中，花青素對多種健康狀況有效，包括神經損傷、動脈粥樣硬化、糖尿病以及視覺障礙。花青素常與其他植物化學物質互相作用以增強生物效應，因此單一生物分子的貢獻難以明確分辨。由於花青素能為花朵提供鮮豔色彩，含有這類化學物質的植物能成功吸引鳥類和蜜蜂等授粉者。這些植物所產生的水果和蔬菜也因色彩鮮明而吸引動物食用並散播種子。由於這種自然機制，含花青素的植物在世界各地廣泛分布且數量豐富，成為許多動物的天然食物來源。根據化石證據，原始人類曾大量食用這些化合物
在第一次和第二次世界大戰期間，英國皇家空軍飛行員以大量食用越橘果醬聞名。這些飛行員食用富含花青素的食物，是因其具有多種視覺益處，包括加速暗適應，對夜間轟炸任務尤為重要。

#### 食物來源

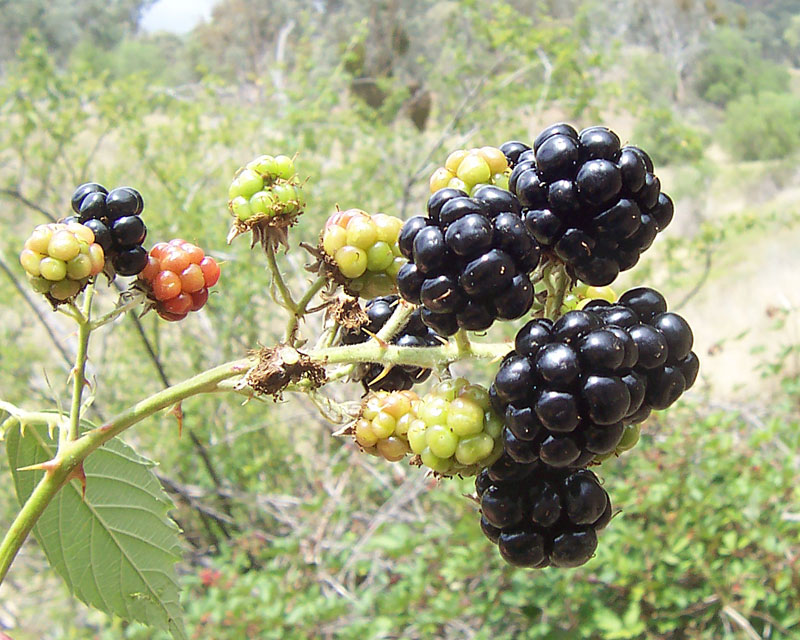
黑莓

色彩鮮豔的水果和蔬菜富含花青素。這很直觀，因為花青素為植物提供色素。黑莓是花青素含量最高的食物，每100克含有89至211毫克。其他富含此植物化學物的食物包括紅洋蔥、藍莓、越橘、紅甘藍和茄子。攝取這些食物來源會同時獲得多種植物化學物，因為它們自然共存。一般成人每日花青素攝取量約為200毫克；但若食用類黃酮補充劑，此數值可達每日數克。

#### 對暗適應的影響
花青素可加速人類暗適應，方法是促進視桿細胞視覺色素（即視紫紅質）的再生。花青素透過在光照分解視紫紅質為其各自成分後，直接結合至視蛋白來達成此效果。花青素結合至視蛋白後，會改變其結構，從而加速其進入視黃醛結合口袋的速度。若飲食中富含花青素，個體能在更短時間內生成視紫紅質，因為視蛋白對視黃醛的親和力提升。透過此機制，個體能加快暗適應速度，更快恢復夜間視力。

#### 支持性證據
在中西等人進行的一項雙盲、安慰劑對照研究中，受試者獲得由黑加侖萃取的花青素粉末。參與者分別接受三種劑量的花青素，以測量其是否呈現劑量依賴性。所有受試者在補充前及補充後兩小時皆測量暗適應期。實驗結果顯示，花青素在僅一種劑量下即顯著加快暗適應速度，且與安慰劑相比有明顯差異。綜觀整體數據，中西等人認為花青素能以劑量依賴方式有效縮短暗適應期。

#### 相反證據
儘管許多科學家認為花青素有助於加速人類暗適應，但卡特等人在2014年進行的一項研究顯示，藍莓花青素並無此效果。在此研究中，進行了兩項雙盲、安慰劑對照試驗，以檢驗攝取藍莓產品後的暗適應。在這兩項研究中，攝取藍莓花青素並未影響暗適應期長度。Kalt 等人據此結果認為，藍莓花青素對人類視覺的暗適應並無顯著影響。

## 光適應
在光適應過程中，眼睛必須迅速適應背景照明，才能在此背景下分辨物體。光適應的過程約需五分鐘完成。
光化學反應如下：
視紫紅質 ⇌ 視黃醛 + 視蛋白

### 增量閾值

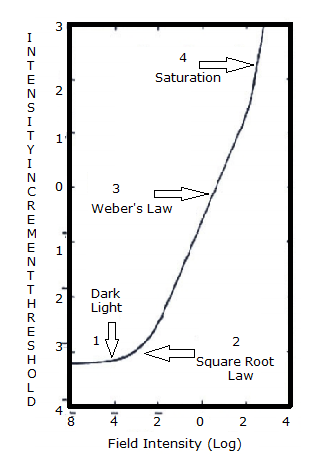
桿狀系統增量閾值曲線示意圖

利用增量閾值實驗，可以在臨床上測量光適應。在增量閾值實驗中，測試刺激會在特定亮度的背景上呈現，刺激強度逐漸增加，直到能在背景下被偵測到為止。透過此方法，對錐狀細胞與桿狀細胞都能獲得單相或雙相的閾值與強度（TVI）曲線。
當僅針對單一系統（即僅錐狀細胞或僅桿狀細胞）取得閾值曲線時，可以看到其具有四個區段：
1. 暗光：此區段的TVI曲線閾值由暗光/亮光水平決定，敏感度受神經噪音限制。背景場相對較低，對閾值影響不大。
2. 平方根定律（英语：De Vries–Rose law）：此部分曲線受背景的量子波動限制。視覺系統通常與理想光檢測器的理論模型比較。為了偵測刺激，刺激必須足以超越背景的波動（噪音）。
3. 韋伯定理：閾值隨背景亮度以背景的平方根成比例增加[54]。
4. 飽和：在飽和狀態下，桿狀系統無法偵測刺激。此曲線區段在高背景光下出現在錐狀機制[55]。

## 適應不足

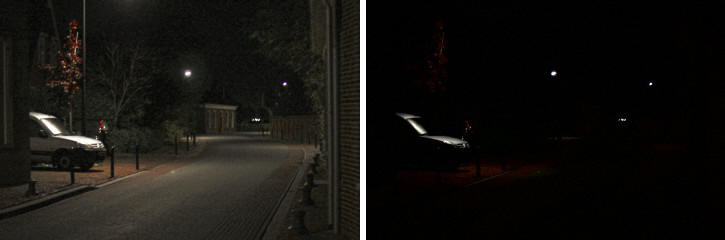
夜盲症的影響。左：夜間視力良好。右：夜盲。

適應不足最常見的表現是對黑暗環境適應不良，稱為夜盲症。相反的問題稱為晝盲症，即在強光下無法清楚看見，這種情況則較為罕見。
中央凹（位於黃斑部）對微弱光線是盲的（因為只含有錐狀細胞），而桿狀細胞則更為敏感，因此在無月光的夜晚觀察微弱星星時，必須側視，以刺激桿狀細胞。這並非因瞳孔寬度所致，因為即使使用人工固定寬度的瞳孔也會得到相同結果。
夜盲症可能由多種因素引起，其中最常見的是維生素A缺乏。若能及早發現，夜盲症可逆轉並恢復視覺功能；然而，若維生素A缺乏持續未治療，則可能導致永久性視力喪失。
夜盲症在發展中國家尤為常見，原因是營養不良，導致飲食中缺乏維生素A。在已開發國家，由於食物充足，夜盲症歷來並不常見；然而，隨著肥胖日益普遍，其發生率預計將增加。肥胖率上升導致減重手術增加，進而造成人體對維生素A的吸收不良。

## 外部連結
- 醫學主題詞表（MeSH）：Adaptation,+Ocular （英文）
- 麥可·卡洛尼亞蒂斯、查爾斯·盧《光與暗的視覺適應》 （页面存档备份，存于） （英文）